# Monimia amplexicaulis
Espèce
 Monimia amplexicaulis est une espèce de plantes à fleurs de la famille des monimiacées. Elle est endémique de l'île de La Réunion, département d'outre-mer français dans le sud-ouest de l'océan Indien.